# شترستوك
شترستوك (بالإنجليزية: Shutterstock) شترستوك هي شركة عالمية تقدم خدمات التصوير الفوتوغرافي ومخزون الفيديو ومخزون الموسيقى، ويقع مقرها الرئيسي في نيويورك. تأسست في عام 2003 من قبل المبرمج والمصور جون أورينغر، تحتفظ شترستوك بمكتبة تضم أكثر من 350 مليون صورة مخزنة خالية بدون حقوق ملكية ، ورسومات متجهة  ، ورسوم توضيحية ورسم توضيحي، مع أكثر من 21 مليون مقطع فيديو ومقاطع موسيقية متاحة للترخيص. كان موقع شترستوك في الأصل موقعًا للاشتراك فقط،  وقد توسّع إلى ما هو أبعد من الاشتراكات في التسعير الانتقائي في عام 2008. وقد تم تداوله علنًا في بورصة نيويورك منذ عام 2012.

## التاريخ

### التأسيس والسنوات الأولى (2003-2011)
تأسست شترستوك في عام 2003 من قبل رجل الأعمال الأمريكي ومبرمج الكمبيوتر جون أورينغر. أنشأ أورينغر سوقًا خاصًا به على الإنترنت،  حمّل في البداية 30.000 من صور مخزونه الخاصة وجعلها متاحة عبر الاشتراك،  مع تنزيلات غير محدودة ورسوم بدء شهرية قدرها 49 دولارًا أمريكيًا. عندما تجاوز الطلب، بدأ في تعيين مساهمين إضافيين.
في عام 2006، ادعت الشركة أنها كانت «أكبر وكالة صور للأوراق المالية قائمة على الاشتراك في العالم» مع 570.000 صورة في مجموعتها. تشعبت الشركة إلى صناعة الأفلام.
بحلول عام 2007، كان لدى الشركة 1.8 مليون صورة. استثمرت إنسايت فينتشر بارتنرز في الشركة في ذلك العام. توسعت شركة شترستوك لتتجاوز الاشتراكات في التسعير الانتقائي.
في أغسطس 2008، حيث قامت خدمة «عند الطلب» بإزالة حدود التنزيل اليومية.
في 23 سبتمبر 2009، أعلنت شركة شترستوك أنها اشترت بيج ستوك [الإنجليزية]، وهي وكالة تصوير منافسة تعتمد على الائتمان. جادلت شركة فاست كومباني بأن الصفقة تضع "شاترستوك في ساحة لعب تنافسية مع صور غيتي، التي تعتمد آي ستوك  أيضًا على الائتمان".
كان لدى شترستوك 11 مليون صورة مخزنة خالية من حقوق الملكية بحلول أوائل عام 2010.
في فبراير 2011، أعلنت عن شراكة لمدة عامين مع المعهد الأمريكي لفنون الجرافيك.

### عمليات الاستحواذ والاكتتاب العام (2012-2013)
بحلول أبريل 2012، كان لدى شترستوك 18 مليون صورة مخزنة خالية من حقوق الملكية.
أعلنت الشركة عن أداة شترستوك الفورية في مايو 2012، والتي عرضت الصور في فسيفساء متشابكة لزيادة سرعة المشاهدة. تم إطلاق المنتج من قبل مختبرات شترستوك (Shutterstock Labs) التي تم تشكيلها حديثًا، والتي تطور أدوات وواجهات لـ شاترستوك، من بين مشاريع أخرى.
في مايو 2012، قدم شاترستوك طلبًا للاكتتاب العام الأولي في بورصة نيويورك، والذي أكمله في 17 أكتوبر 2012، تحت مؤشر اس اس تي كي (SSTK).
أعلنت شركة شترستوك عن شارتر للاتصالات (Spectrum) «أداة اكتشاف الصور» الجديدة، في مارس 2013. في ذلك الوقت، كان لدى الشركة 24 مليون صورة ونواقل ورسوم توضيحية مرخصة في محفظتها. في أغسطس 2013، أعلن شترستوك وفيسبوك عن شراكة لدمج مكتبة شترستوك داخل منشئ الإعلانات (Ad Creator) على فيسبوك ، مما يسمح للمعلنين بالاختيار من صور شترستوك عند إنشاء الإعلانات. في ذلك الوقت، كان شترستوك متاحًا بـ 20 لغة بما في ذلك التايلاندية والكورية والفرنسية والإيطالية والبرتغالية والإسبانية والألمانية والروسية والصينية واليابانية.

### الأوفست والشراكات الجديدة (2013-2014)
في سبتمبر 2013، أطلقت شترستوك اوفست، السوق الذي يعطي الأولوية للصور عالية الجودة من الفنانين المشهورين.
في أكتوبر 2013، أعلنت الشركة أنها خدمت 750 ألف عميل، 30 في المائة من هؤلاء العملاء في أوروبا. وصلت أسهم شترستوك إلى القيمة السوقية 2.5 مليار دولار بحلول خريف عام 2013، بينما بلغت الإيرادات لعام 2013 235 مليون دولار أمريكي.
في مارس 2014، استحوذت شركة شترستوك على ويب دي إي إم، وهو مزود لبرامج إدارة الأصول الرقمية عبر الإنترنت.
في مايو 2014، دخلت الشركة في شراكة مع سيلز فورس لدمج مكتبة صور شترستوك في الاستوديو الاجتماعي الخاص بـ سيلز فورس. أطلقت شترستوك أداة لوحة (Palette) لأول مرة في يوليو 2014، «أداة اكتشاف الصور متعددة الألوان». أعلنت الشركة أنها تجاوزت مليوني مقطع فيديو في 2 سبتمبر 2014. بعد ذلك بوقت قصير، كشفت عن تطبيق جديد يهدف إلى مساعدة المساهمين في تحميل الصور وتصنيفها. بلغت إيرادات شترستوك 328 مليون دولار في عام 2014، بزيادة قدرها 39 في المائة عن عام 2013.
في عام 2014، دفعت شترستوك«أكثر من 83 مليون دولار لمساهميها البالغ عددهم 80.000 تقريبًا».

### التطورات الأخيرة (2015-2021)
في يناير 2015، استحوذت شترستوك على كل من ريكس فيشرز (Rex Features)، وهي أكبر وكالة صحفية مستقلة للصور في أوروبا مقابل 33 مليون دولار، وبريميوم بيت (Premium Beat) وهي خدمة موسيقى ومؤثرات صوتية، مقابل 32 مليون دولار. شكلت شركة بينسك ميديا شراكة مع شترستوك في يونيو 2015 لإنشاء وترخيص صور الترفيه والأزياء. وفقًا لشروط الصفقة.
بحلول عام 2016، سيكون لدى شترستوك حق حصري وترخيص لأرشيف بي إم سي، والذي تضمن مجلات مثل فارايتي وومينز وير دايلي وددلاين هوليوود من خلال الشراكة.
بحلول مارس 2016، كان لدى الشركة «أكثر من 100000 مساهم»، مع توفر حوالي 70 مليون صورة و 4 ملايين مقطع فيديو للترخيص والبيع. في ذلك الشهر، أعلنت شركة شترستوك أنها ستوزع مواد من وكالة أسوشيتد برس في الولايات المتحدة، مع استمرار الصفقة لمدة 3 سنوات وتغطي 30 مليون صورة وحوالي 2 مليون مقطع فيديو. كان من المتوقع أن يتم نشر الصور في أبريل. وفقًا لـ مجلة رواد الأعمال، كان لدى شترستوك أيضًا «قاعدة عملاء نشطة تبلغ 1.4 مليون شخص في 150 دولة».
في يوليو 2016، كشفت شركة شترستوك عن شراكة مع منتجات جوجل الإعلانية بما في ذلك أدسنس وأدووردز وأد موب. يتيح التكامل للمسوقين الذين ينشئون إعلانات جوجل الوصول مباشرة إلى صور شترستوك وتتبع أداء الإعلانات عبر واجهة برمجة تطبيقات شترستوك.
في أكتوبر 2016 ، أعلنت الشركة عن صفقة توزيع مع وكالة وورلد برس فوتو الأوروبية.
في فبراير 2018، استثمرت شترستوك 15 مليون دولار في زيد كوول التي تتخذ من الصين  مقراً لها، بناءً على العلاقة التشغيلية بين الشركتين منذ عام 2014 عندما أصبحت ZCool الموزع الحصري لمحتوى شترستوك الإبداعي في الصين. تم بيع ويب دي إي إم، التي استحوذت عليها شترستوك نفسها في عام 2014، إلى بايندر ومقرها أمستردام مقابل 49.1 مليون دولار لنقل إستراتيجية شترستوك بعيدًا عن إدارة الأصول الرقمية. دخلت شترستوك لاحقًا في شراكة مع تينسنت سوشيال ادز، وهي شركة إعلانات عبر الإنترنت تابعة لـ تينسنت.
في مايو 2018، أعلنت شركة مركز محتوى واطسون من شركة آي بي إم، وهي نظام إدارة محتوى (CMS) للمسوقين لإنشاء محتوى باستخدام أداة بحث واتسون (IBM Watson AI) هو نظام حاسوب للذكاء الاصطناعي قادر على الإجابة على أسئلة يتم طرحها بلغة طبيعية تم تطويره من قبل مشروع ديب كيو إي (DeepQA) في شركة آي بي إم. جاءت تسمية واتسون على اسم توماس واتسون رئيس شركة آي بي إم، عن شراكتها مع شترستوك، بدءًا من يوليو 2018.
في مايو 2020، أعلنت الشركة أنها ستقوم بتحديث هيكل أرباح المساهمين اعتبارًا من 1 يونيو، من الحد الأدنى للنسبة الثابتة إلى نموذج قائم على النسبة المئوية. يمكن تخفيض دخل المساهمين من الحد الأدنى السابق للدفع لكل صورة تم تنزيلها وهو 25 أو 38 سنتًا (بناءً على مستوى الأرباح) إلى 10 سنتات، أو 15 بالمائة من المبيعات، على مستوى الدخول، مع إعادة تعيين تصنيفات المؤلف مدى الحياة إلى الصفر في البداية من كل عام. أعرب العديد من المصورين عن معارضتهم للتغييرات الجديدة.

## المرافق والموظفين
يقع المقر الرئيسي لشركة شترستوك في نيويورك. في أكتوبر 2013، افتتحت شترستوك مقرها الأوروبي الجديد في برلين بألمانيا وبحلول مارس 2014، كان لدى شترستوك مكاتب إضافية في أمستردام وشيكاغو ودنفر ولندن ومونتريال وباريس وسان فرانسيسكو. بعد الحفاظ على مقرها في نيويورك لسنوات في مكتب وول ستريت، في مارس 2014، تم نقل شترستوك إلى مبنى إمباير ستيت. وفقًا لمجلة إنك الأمريكية (inc). ، تم اختيار المكتب بهدف تقليل أوقات التنقل لموظفي نيويورك. تم بناء الموقع الجديد بدون مكاتب خاصة، وبدلاً من ذلك مع 23 «غرفة مؤقتة» للاجتماعات والمؤتمرات الخاصة عند الحاجة.
بعد تأسيسها في عام 2003 مع الرئيس التنفيذي جون أورينجر باعتباره الموظف الوحيد، بحلول عام 2007، نمت شترستوك إلى 30 شخصًا.
في عام 2010، عينت جون أورينغر كمدير تنفيذي للعمليات، والذي عمل سابقًا مع لدرز المتحدة ووايت وتشرز، مع 295 موظفًا اعتبارًا من أكتوبر 2013، نمت الشركة إلى 700 موظف اعتبارًا من عام 2016.
في عام 2014، نشرت شركة فاست كومباني مقالًا يظهر شترستوك كمثال على شركة «رائدة أعمال داخلية» ناجحة، تروج لـ «هاكاثون» للشركة لتشجيعها إبداع الموظفين.

## نموذج العمل
يقوم شترستوك بترخيص الوسائط للتنزيل عبر الإنترنت نيابة عن المصورين والمصممين والرسامين ومصوري الفيديو والموسيقيين، مع الاحتفاظ بمكتبة تضم ما يقرب من 200 مليون صورة مخزنة خالية من حقوق الملكية ورسومات متجهية ورسوم توضيحية. يحتوي شترستوك أيضًا على 10 ملايين مقطع فيديو ومقطع موسيقى في محفظته. في حين أن شترستوك لديها حاليًا العديد من نماذج الدفع، فقد كتب ذا أتلانتيك في عام 2012 أن شترستوك «كانت رائدة في نهج الاشتراك في مبيعات الصور، مما يسمح للعملاء بتنزيل الصور بكميات كبيرة بدلاً من القائمة الانتقائية». كتب الأطلسي كذلك أن شترستوك هو «مجتمع ويب على طريقة فيس بوك أو تويتر أو بنترست، حيث تعتمد قيمته بالكامل تقريبًا على حماسة المساهمين فيه.»
نظرًا لأن المساهمين المحتملين قادرين على التقدم إلى الموقع مجانًا ، فإن شترستوك لديها فريق من المراجعين «المكلفين بضمان الاتساق التحريري والجودة».
اعتبارًا من عام 2016 ، إذا تم قبول إحدى صور المصور العشر، فسيصبحون مساهمًا في شترستوك.
اعتبارًا من عام 2011، تمت الموافقة على حوالي 20 بالمائة فقط من المتقدمين، و "تم وضع أقل من 60 بالمائة من جميع الصور التي تم تحميلها بواسطة المساهمين المعتمدين في النهاية على الموقع". بمجرد الموافقة، يمكن للمساهمين البدء في تحميل أعمالهم من خلال الموقع. يقومون بتوفير كلمات رئيسية، وتصنيف الصور، وإرسالها إلى "قائمة انتظار التفتيش، حيث يتم فحص الصور من حيث الجودة والفائدة وقوانين حقوق النشر والعلامات التجارية. في كل مرة يتم فيها تنزيل صورة، يتلقى المصور سعرًا ثابتًا. يوضح فايس، "يحتفظ المصورون بحقوق الطبع والنشر لصورهم، ولكن يُمنح شترستوك الإذن الكامل لتسويق الصورة وعرضها وترخيصها للعملاء على موقعهم دون الموافقة النهائية من المصور." اعتبارًا من مارس 2015، أضاف المساهمون حوالي 50000 صورة جديدة يوميًا، ودفع شترستوك حوالي 250 مليون دولار للمساهمين منذ تأسيسه.
في عام 2014، دفعت 80 مليون دولار للمساهمين.

## الرقابة على النتائج في الصين
في سبتمبر 2019، بدأ المهندسون في شترستوك في تصميم نظام للرقابة على النتائج المعروضة للمستخدمين الذين لديهم عناوين أي بيIP في الصين، مع تطبيق النظام في أكتوبر 2019. لا يُرجع النظام أي نتائج ردًا على استفسارات مثل «الرئيس شي جين بينغ»، «الرئيس ماو» أو«علم تايوان» أو«دكتاتور» أو«المظلة الصفراء».

## المنتجات

### تطبيقات شترستوك
تم إطلاق شترستوك للآي باد في نوفمبر 2011، وفي مايو 2012 حصل التطبيق على جائزة ويبي لصوت الناس في فئة تطبيقات الأجهزة اللوحية للمرافق والخدمات، تم تنزيله بحلول عام 2013 بمقدار 650 ألف مرة. افتقر تطبيق آي أو إس في الأصل إلى القدرة على تنزيل الصور، مع إضافة هذه الوظيفة لاحقًا. تضمن تطبيق آي أو إس العالمي أيضًا ميزات جديدة لـ شترستوك، بما في ذلك القدرة على تصفية عمليات البحث عن الصور حسب اللون. ظهر شترستوك لأول مرة تطبيق اندرويد في عام 2013، وفي سبتمبر 2014، أطلق شترستوك تطبيقًا مخصصًا للمساهمين فيه، وكلاهما متاح لنظامي التشغيل آي أو إس واندرويد. يتيح التطبيق للمساهمين تحميل الصور الجديدة والكلمات الرئيسية وتصنيفها.

### الموسيقى والفيديو شترستوك
بدأ شترستوك في ترخيص مخزون الفيديو في فبراير 2006. تعمل لقطات شترستوك بشكل مشابه لمكتبة الصور الخاصة بهم، حيث تقدم مقاطع فيديو عن طريق الاشتراك أو على أساس كل مقطع. اعتبارًا من عام 2014، احتوت لقطات شترستوك على حوالي مليوني مقطع فيديو بدون حقوق ملكية. ظهرت موسيقى شترستوك لأول مرة في وقت لاحق، مع تقديم محتوى جديد من قبل المساهمين.

### معامل شترستوك
في عام 2012، أطلقت شركة شترستوك مختبرات شترستوك، وهي عبارة عن مختبر لـ «الأدوات والمنتجات الاستكشافية».
في مايو 2012، أعلنت شركة صور شترستوك المحدودة (Shutterstock Images LLC) عن أداة تحليل شترستوك، والتي وفقًا للشركة مستوحاة من شترستوك لأجهزة آي باد. تعرض الواجهة الصور في عرض فسيفساء متشابك، مما يسمح للمستخدمين بمشاهدة المزيد من الصور في وقت أقل.

### رؤية الكمبيوتر
طور شترستوك عددًا من الأدوات باستخدام «الشبكة العصبية التلافيفية» التي أنشأها للمساعدة في تقنية البحث العكسي عن الصور. الشبكة هي «في الأساس نظام كمبيوتر مدرب على التعرف على الصور - هناك الملايين من العناصر المحددة مثل القطط والدراجات وسماء الليل - والتقاط الصور الأكثر صلة.» إنه «يكسر المكونات الرئيسية للصورة عدديًا، مستمدًا من بيانات البكسل الخاصة بها بدلاً من البيانات الوصفية التي يتم سحبها من تلك العلامات والكلمات الرئيسية.» 
في مارس 2016، ظهرت شترستوك لأول مرة في أداة البحث عن الصور العكسية. وفقًا لـ مجلة رواد الأعمال، باستخدام الأداة «يمكن للمستخدمين تحميل صورة، إما من شترستوك أو من مصدر آخر، وستقوم الأداة باستدعاء الصور التي تبدو وكأنها تشبه الصورة الأصلية ولديها إحساس مماثل.» يسمح البحث العكسي عن الصور للمستخدمين ليس فقط بالبحث عن طريق الكلمات الرئيسية، ولكن أيضًا بالعثور على الصور بناءً على «مخططات الألوان أو الحالة المزاجية أو الأشكال». في وقت لاحق من ذلك الشهر، أطلقت الشركة أدوات البحث والاكتشاف المماثلة، مع توفير خيار «بحث مشابه» أسفل الصور على موقعها على الإنترنت.